# Piirrah
Piirrah (2002) è il primo cd ufficiale di Dvar dopo tre demo: Dvar del 1995, Raii del 1997, audiocassette autoprodotte, e Taai Liira del 2000,  su cd.
In linea con l'attitudine misteriosa del duo non vi è alcuna nota sul cd, tranne una scritta che sarà sempre riportata in calce a tutti i lavori di Dvar: "music & text inspired by DVAR" "1999-2000".

## Il disco
In questa prima opera la musica è pervasa da un'atmosfera drammatica e angosciante di stampo sinfonico o medioevale a seconda dei brani, su cui la caratteristica voce filtrata che evoca immaginari oscuri e tenebrosi. Già dal lavoro successivo la componente grottesca ed ironica incomincerà a farsi sentire.
Resta l'opera più strettamente dark di Dvar.

## Tracce
1. Al hilaji – 3:06
2. Iina tamiira – 4:56
3. Taai liira – 2:58
4. Vo rah arrah iill – 3:21
5. Hissen raii – 3:29
6. Iih rah – 2:35
7. Abisser – 2:10
8. Itiir – 3:25
9. Vaii han – 3:25
10. Schraii – 4:48
11. Ariil iaat – 5:12